# 圃場整備
圃場整備（ほじょうせいび）とは、耕地区画の整備、用排水路の整備、土層改良、農道の整備、耕地の集団化を実施することによって労働生産性の向上を図り、農村の環境条件を整備することである。農林水産省や都道府県の公共事業として行われる。

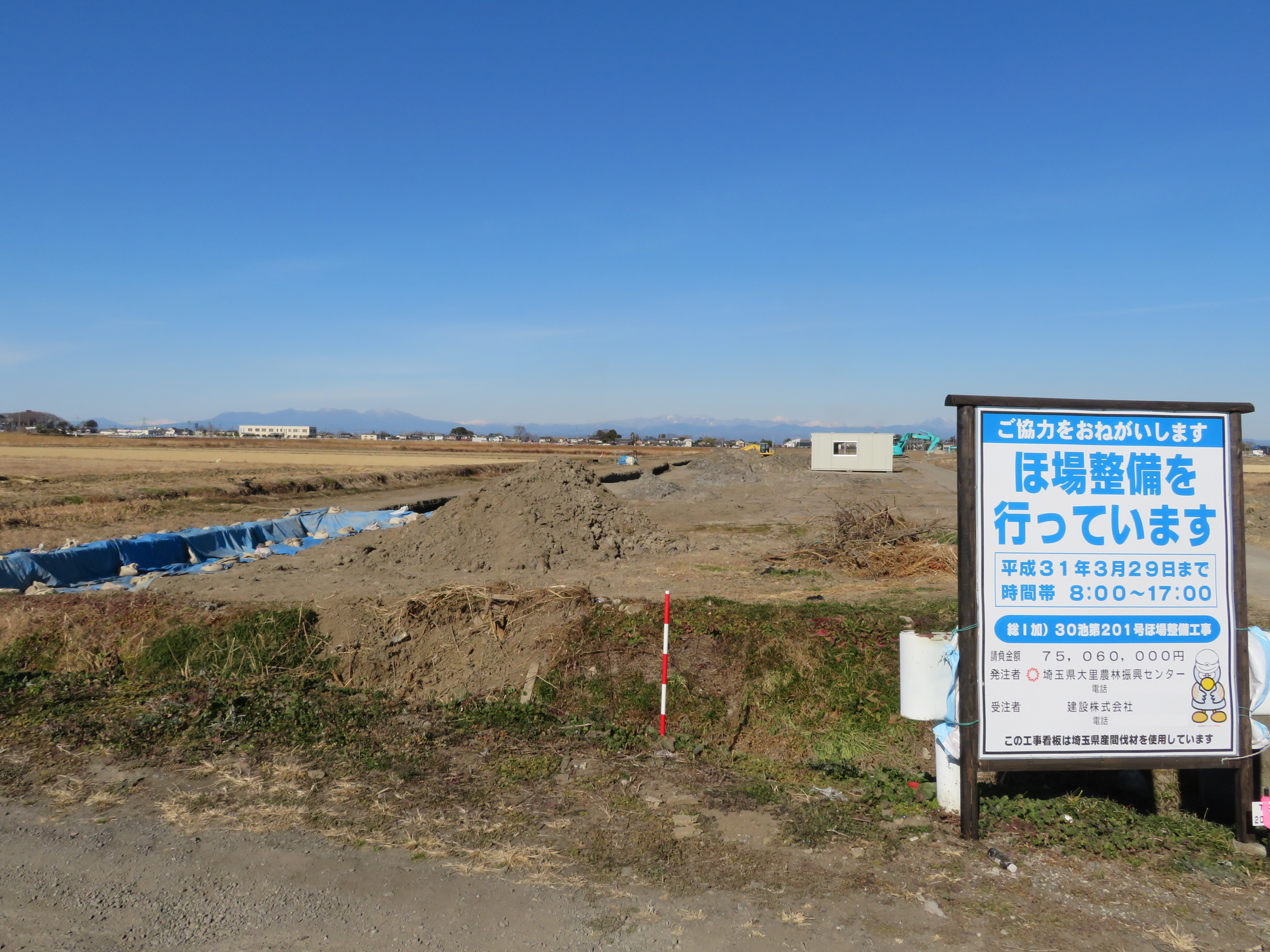
圃場整備の様子

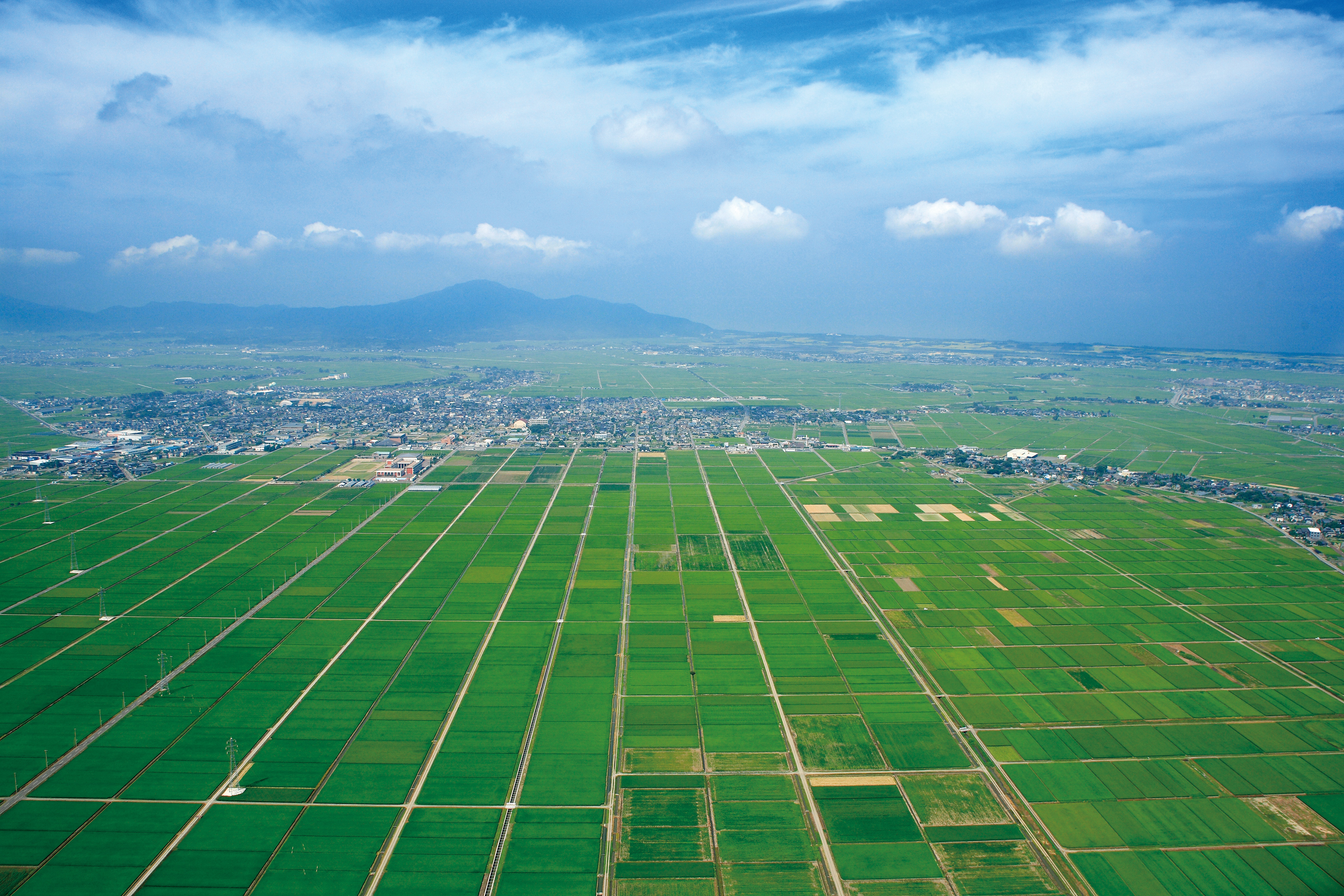
長方形に整った水田

## 概要
圃場整備は各個人の農地を集団化する換地計画から、分散耕地を集団化するために互いに耕地の権利を交換する交換分合、米の生産過剰を抑えるために、水田を畑としても利用できるよう技術的な改良をし、水田の汎用化を図ってきた。
現在では、将来の農業生産を担う経営体の育成を図りながら高生産性農業の展開に必要となる生産基盤を整備し、食料自給率の向上に資することを目的とする経営体育成基盤整備事業として行われている。
事業の内容は区画整理のほか用排水施設、農道、客土、暗渠排水のなかから2つ以上の基盤整備を総合的に行うか、区画整理などと密接に関連があるか、一体で行うことで相互の効率が高まる事業を併せて行うこととしている。
またこの経営体育成基盤整備事業では、採択の際に「農用地利用集積促進土地改良整備計画」（集積促進整備計画）を作成し、採択年度より3年目から完了年度まで「集積促進整備計画」に基づいた審査を受ける必要がある。審査の結果計画達成の見込みが無いと判断された場合は国庫補助の打ち切りの処置がなされてしまう。
圃場の区画は水田の場合、耕作上の最小単位となる耕区と、圃区とよばれる水管理を適正に行いうる形状を備えた最大の区画（一般に10〜15耕区）、農道によって囲まれ、2圃区を1農区とする農区とで構成され、畑の場合は農家の1所有団地の区画である所有区、一連の機械作業の1単位となる区画である耕区、固定施設（道路など）に囲まれた区画である圃区で構成される。
平地に近く広い地域を対象とする場合の区画は、農業機械の操作性が高い長方形が基本形となる。既存の区画整理は10a程度のものが標準であったが、近年機械化作業にともない30a（24×125m）から1ha（80×125m）程度の区画が一般的になった。また、機械の大型化や航空防除の普及により、短辺が80mを越えるもの、長辺が200mを越えるもの、3ha程度の広大な区画も見受けられるようになっている。
近年では、圃場整備で整備された排水施設を利用し、田んぼダムとして周辺流域の治水をになう地域もある。

## 留意事項
- 区画の配置を計画する時、道路は適時便利なように配置する。用排水路は耕区、圃区ごとに独立した水管理を可能にする。用排水は原則として分離するが、農道は幹支線用水路および小用水路に沿って配置する。また畑地については特に侵食防山に配慮する。
- 水田の場合、事前調査、雑物除去・障害物移転、表土剥ぎ取り、基盤切盛り、基盤整地、畦畔築立整形、用排水路敷設、溝畔盛土整形、道路盛土整形、表土戻し、仕上げ整地、道路舗装、暗渠整備という流れで施工が行われる。
  - 表土剥ぎ取りから表土戻しまでの一連は表土扱いと呼ばれ、現況の耕土を基盤土と別個に扱うことで、耕作に必要な肥料を含む耕土をほ場整備後も有効に利用するためである。この時、必要な厚さの耕土が確保できない場合は、道路用地や水路用地などから、耕土を客土することがある。特に中山間地域ではおおむね切盛高が大きくなるため、この作業は必須である。
  - 耕区内がおおむね平坦で切盛高が少なく、且つ十分な耕土厚が確保できると見込まれる場合には、基盤には手を付けず耕土部分のみを整地する場合もある。
  - 水路は管水路と開水路があり、開水路の場合は価格や施工性からコンクリート製のU字溝が多く使われる。一部事業では環境型と呼ばれる魚の待避場を設けた製品が使用されることもある。管水路の場合は、ポリ塩化ビニル管、高密度ポリエチレン管、FRPM管、ヒューム管などが使用場所や用途によって使い分けられる。暗渠排水には素焼土管が用いられることもある。
    - 特に用水路では通常時に水路敷内の草刈りや泥上げが必要なくなり、水量の管理もしやすくなるため、管水路が好まれる傾向がある。

圃場整備によって期待できる効果は次のとおりである。
- 道路幅の拡幅や小さい田や畑を大きな区画に整地することにより、大型で高性能な機械を導入することが可能になり、労働力の軽減や採算性が向上する。
- 耕地が等質に整備されることにより、農作業の協業化や農地の有効利用が図られる。
- 農業用の用・排水（灌漑）施設の維持管理の負担が減少する。
- 排水路の通水断面の向上、効率化により、洪水被害を回避、軽減できるようになる。
- 田んぼダムとして利用することで、周辺流域の洪水被害を回避、軽減させることができるようになる。
- 換地や農地の集約をすることで公共用地の円滑な捻出ができる。
- 農作業の省力化により、次世代の担い手を確保することが出来る。
- 日本住血吸虫対策となる。

圃場整備によっておこりうる問題点は次のとおりである。
- 換地に際して農民の間で不平不満が生じる場合がある。
- 地域の農業収入に見合わないコストが掛かる場合がある。
- 適切な計画が無いままに施工し、肥沃な土壌が喪失する場合がある。
- 旧水路に生息していたメダカ等の動物や植物などが、環境の変化によりその生態系が破壊される場合がある。
- 棚田などの美しい景観が失われる場合がある。